# Switłohirśke (obwód połtawski)
Switłohirśke (ukr. Світлогірське) – wieś na Ukrainie, w obwodzie połtawskim, w rejonie połtawskim, w hromadzie Kobelaky. W 2001 liczyła 2980 mieszkańców, wśród których 2888 wskazało jako ojczysty język ukraiński, 90 rosyjski, 1 mołdawski, a 1 inny.